# Premio de Literatura Wilhelm Raabe
El Premio de Literatura Wilhelm Raabe (en alemán: 'Wilhelm-Raabe-Literaturpreis') es un premio literario alemán establecido en 2000 por la ciudad de Brunswick y la emisora de radio Deutschlandradio. Lleva el nombre del escritor del siglo XVIII Wilhelm Raabe y es premiado por una obra individual. La suma del premio es de 30,000 euros, lo que lo convierte en uno de los premios literarios alemanes más importantes después del Georg-Büchner-Preis y el Joseph-Breitbach-Preis.

## Receptores
- 2000: Rainald Goetz por Abfall für alle
- 2002: Jochen Missfeldt por Gespiegelter Himmel
- 2004: Ralf Rothmann por Junges Licht
- 2006: Lobo Haas por Das Wetter vor 15 Jahren
- 2008: Katja Lange-Müller por Böse Schafe
- 2010: Andreas Maier por Das Zimmer
- 2011: Sibylle Lewitscharoff por Blumenberg
- 2012: Christian Kracht por Imperium
- 2013: Marion Poschmann por Die Sonnenposition
- 2014: Thomas Hettche por Pfaueninsel
- 2015: Clemens J. Setz por Die Stunde zwischen Frau und Gitarre
- 2016: Heinz Strunk por Der goldene Handschuh
- 2017: Petra Morsbach por Justizpalast[1]
- 2018: Judith Schalansky por Verzeichnis einiger Verluste

El premio había sido conocido hasta 1990 como el Premio Wilhelm Raabe (Wilhelm-Raabe-Preis).

## Destinatarios anteriores
- 1944: Ricarda Huch
- 1947: Fritz von Unruh
- 1948: Werner Bergengruen
- 1949: Ina Seidel
- 1950: Hermann Hesse
- 1954: Max Frisch
- 1957: Friedrich Georg Jünger
- 1960: Gerd Gaiser
- 1963: Hans Erich Nossack
- 1966: Heimito von Doderer
- 1972: Walter Kempowski
- 1975: Uwe Johnson
- 1978: Horst Bienek
- 1981: Hermann Lenz
- 1984: Alois Brandstetter
- 1987: Siegfried Lenz
- 1990: Gerhard Köpf